# Svidník
Svidník és una ciutat d'Eslovàquia. Es troba a la regió de Prešov, és capital del districte de Svidník.

## Història
La primera referència escrita de la vila data del 1355.

## Demografia
| Godina             | 1994   | 2004   | 2014   | 2024    |
| ------------------ | ------ | ------ | ------ | ------- |
| Nombre de persones | 12.590 | 12.354 | 11.337 | 9647    |
| Diferència         |        | −1,87% | −8,23% | −14,90% |

| Godina             | 2023 | 2024   |
| ------------------ | ---- | ------ |
| Nombre de persones | 9770 | 9647   |
| Diferència         |      | −1,25% |

## Ciutats agermanades
- Chrudim, República Txeca
- Świdnik, Polònia
- Strzyzow, Polònia
- Ràkhov, Ucraïna
- Vrbas, Sèrbia